# Elicottero 66
L'elicottero 66 è stato un velivolo ad ala rotante Sikorsky SH-3D Sea King, di proprietà dalla Marina degli Stati Uniti d'America e utilizzato durante la fine degli anni '60 per il recupero, successivo all'ammaraggio, degli astronauti di cinque missioni del programma Apollo. Per questo è stato definito "uno degli elicotteri più famosi, o almeno uno dei più iconici della storia", tanto che pur essendo stato immatricolato successivamente con il numero 740, venne di nuovo ridipinto con la livrea del 66 per le sue ultime due missioni Apollo (ripristinando poi il 740 a fine missione). Oltre ai suoi compiti a sostegno della NASA, l'elicottero 66 ha anche trasportato lo Scià di Persia durante la sua visita del 1973 sulla portaerei USS Kitty Hawk.
L'elicottero 66 è stato consegnato alla Marina statunitense nel 1967 e per tutta la sua vita attiva fece parte della 4ª squadriglia elicotteri antisommergibili “Black Knights”. Tra i suoi piloti in questo periodo vi fu Donald S. Jones futuro comandante della III flotta statunitense. Successivamente rinominato "Elicottero 740", nel 1975 si schiantò nell'Oceano Pacifico durante un volo di addestramento. Al momento dello schianto aveva registrato oltre 3 200 ore di volo.

## Progetto

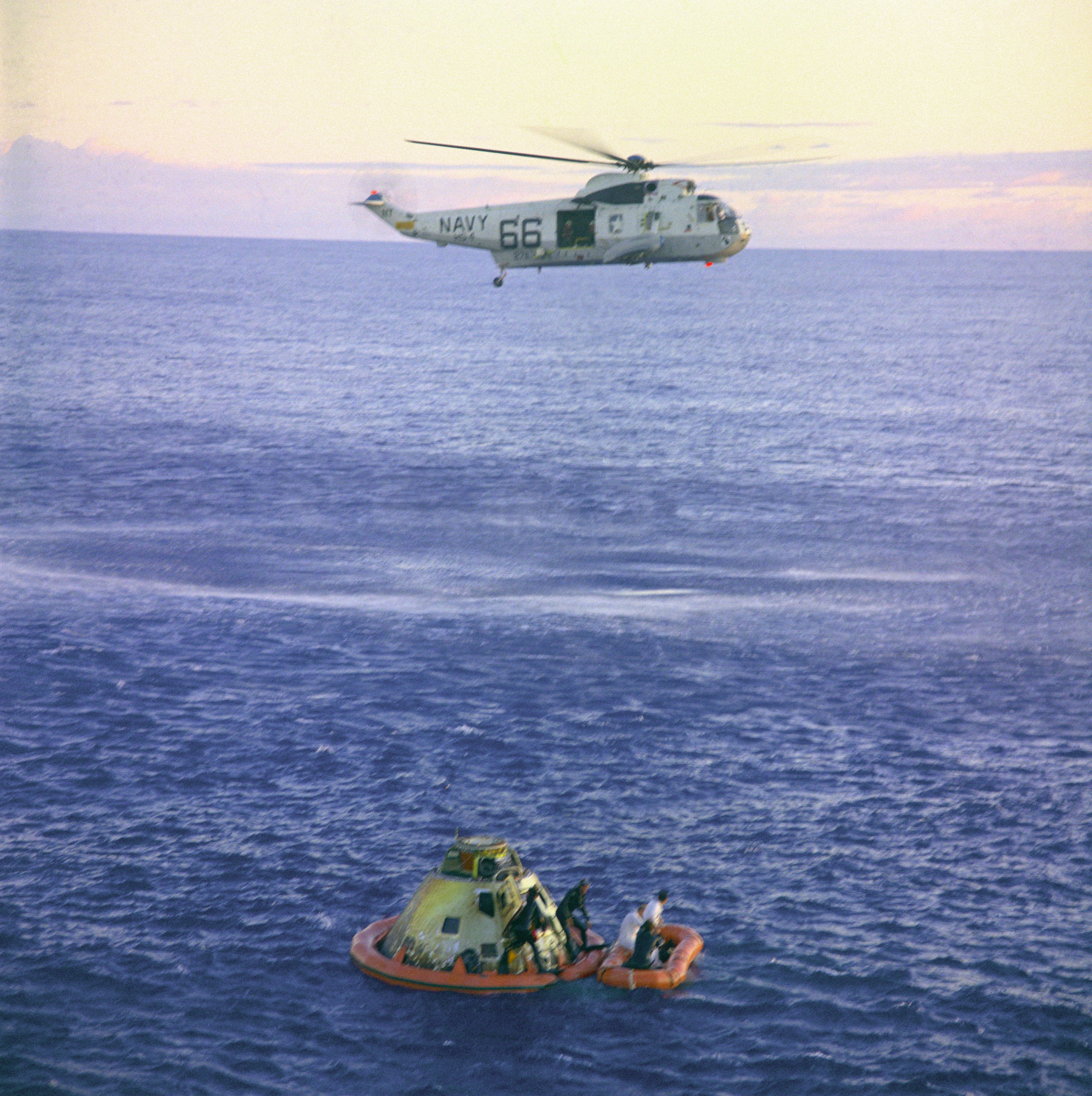
L'elicottero 66 durante il recupero dell'Apollo 10 nel 1969

L'elicottero 66 era un Sikorsky Sea King SH-3D, un modello progettato per la lotta antisommergibile (in inglese anti-submarine warfare, o ASW) ed era tipicamente configurato per trasportare un equipaggio di quattro uomini e fino a tre passeggeri.
Azionati da due motori turboalbero General Electric T58-GE-10 con potenza fino a 1 400 cavalli (1000 kW ciascuno), gli SH-3D avevano una velocità massima di 120 kn (220 km/h; 140 mph) e una durata media di missione di 4,5 ore.
Avevano un peso massimo consentito di 20500 lb (9300 kg) con la capacità di trasportare un carico utile esterno fino a 6000 lb (2700 kg).
Durante le missioni ASW, il Sea King SH-3D era tipicamente armato con siluri MK-46/44.

## Storia

### Inizio e missioni Apollo
L'elicottero 66 fu consegnato alla Marina degli Stati Uniti il 4 marzo 1967, mentre l'anno successivo fu aggiunto all'inventario della U.S. Navy Helicopter Anti-Submarine Squadron Four (HS-4). Il suo numero di coda originale era NT-66/2711.
Attivata il 30 giugno 1952, la 4ª squadriglia dei cosiddetti "Cavalieri Neri" fu la prima ad essere dotata di elicotteri da guerra antisommergibile della Marina Militare degli Stati Uniti venendo rischierato a bordo di una portaerei nel 1953, operando dalla USS Rendova. La squadriglia iniziò ad utilizzare il Sea King SH-3D nel 1968, passando dal modello SH-3A. Quell'anno, fu assegnata al 59º Gruppo aereo imbarcato antisommergibili (Carrier Anti-Submarine Air Group 59) e dispiegato a bordo della USS Yorktown nel Mar del Giappone in risposta alla cattura della USS Pueblo da parte della Marina militare del popolo [nord] coreano. Più tardi, quello stesso anno, la Yorktown e la sua 4ª squadriglia elicotteri, ebbero il compito di supportare la National Aeronautics and Space Administration (NASA) nel recupero oceanico degli astronauti di ritorno.

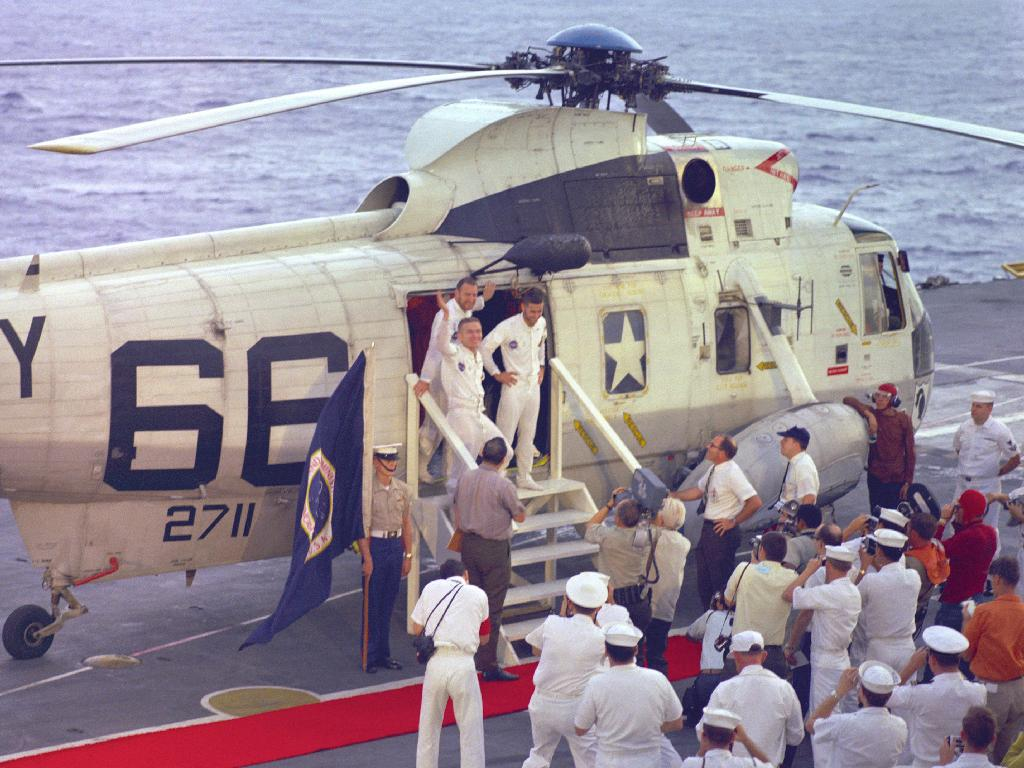
L'equipaggio dell'Apollo 8 mentre scende dall'elicottero 66 a bordo della USS Yorktown al rientro della missione del 1968

Durante le missioni Apollo 8, Apollo 10 e Apollo 11, l'elicottero 66 fu il principale velivolo utilizzato per recuperare e issare a bordo, gli astronauti di ritorno dai moduli di comando delle navicelle spaziali. Di conseguenza, fu spesso ripreso in primo piano nei notiziari televisivi e nelle fotografie a corredo di articoli giornalistici, ottenendo - nelle parole dello storico spaziale Dwayne A. Day lo stato di "uno degli elicotteri più famosi, o almeno più iconici, della storia". Il comandante Donald S. Jones, che avrebbe poi comandato la III flotta degli Stati Uniti, pilotò l'elicottero 66 durante la sua missione inaugurale di recupero degli astronauti dopo l'Apollo 8, e di nuovo durante il recupero dell'Apollo 11.
In seguito alla missione Apollo 11, la Marina passò ad un sistema di designazione a tre cifre e l'elicottero 66 fu ridesignato "Elicottero 740". Tuttavia, riconoscendo la fama raggiunta dall'Elicottero 66, la Marina iniziò la pratica di riverniciare il mezzo con il numero 66 per le successive missioni di recupero a cui partecipò (Apollo 12 e Apollo 13), tornando poi a ridipingere nuovamente il numero 740 al termine di ogni missione. Durante il periodo di utilizzo per il recupero degli astronauti, l'Elicottero 66 portava sulla fusoliera delle marche distintive che mostravano una ad una le sagome delle capsule spaziali, a indicare ogni recupero a cui aveva partecipato. Per il recupero degli astronauti dell'Apollo 11, la parte inferiore della fusoliera fu decorata con la legenda: «Hail, Columbia».

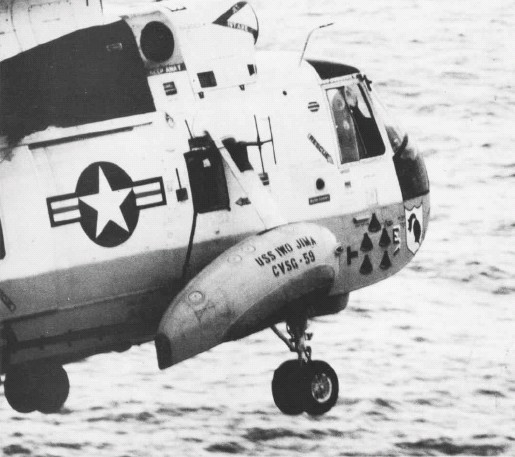
Elicottero 66 decorato con le cinque missioni Apollo compiute

| Missione  | Data             | Nave portaerei        | Pilota          | Note         |
| --------- | ---------------- | --------------------- | --------------- | ------------ |
| Apollo 8  | 27 dicembre 1968 | USS Yorktown (CV-10)  | Donald S. Jones | [ 2 ] [ 12 ] |
| Apollo 10 | 26 maggio 1969   | USS Princeton (CV-37) | Chuck B. Smiley | [ 2 ]        |
| Apollo 11 | 24 luglio 1969   | USS Hornet (CV-12)    | Donald S. Jones | [ 2 ]        |
| Apollo 12 | 24 novembre 1969 | USS Hornet (CV-12)    | Warren E. Aut   | [ 2 ]        |
| Apollo 13 | 17 aprile 1970   | USS Iwo Jima (LPH-2)  | Chuck B. Smiley | [ 2 ]        |

### Schianto
Nel 1973 la 4ª squadriglia e l'elicottero 66 furono imbarcati a bordo dell'USS Kitty Hawk (CV-63). Quell'anno, l'elicottero 66 trasportò Mohammad Reza Pahlavi, ultimo Scià di Persia, sulla Kitty Hawk per una visita a bordo mentre transitava nell'Oceano Indiano.
Alle h. 19:00 del 4 giugno 1975, l'elicottero 66, all'epoca rinumerato come 740, decollò dal Naval Outlying Landing Field Imperial Beach, vicino a San Diego, in California, facendo rotta verso l'area di addestramento Helo e condurre una regolare esercitazione di addestramento notturno anti-sottomarino di tre ore. Durante l'operazione, in cui trasportava un equipaggio completo di quattro persone, l'elicottero si schiantò sull'oceano. L'equipaggio fu successivamente recuperato dalla Guardia costiera statunitense, anche se il pilota Leo Rolek in seguito morì per le gravissime ferite riportate nell'incidente. La causa esatta dello schianto dell'elicottero 66 non è nota e il rapporto sul disastro, redatto dalla Marina Militare degli Stati Uniti rimane in gran parte riservato.
Al momento dell'incidente, l'elicottero 66 aveva effettuato 3245,2 -ore di volo dall'entrata in servizio, e 183,6 ore dalla sua ultima revisione.
La fusoliera dell'elicottero, spezzatasi, s'inabissò a 1500 m di profondità. L'elicottero sommerso rimane di proprietà della Marina degli Stati Uniti; nel 2004 vi fu l'interesse di alcuni privati al recupero, poi non avvenuto.

## Nella cultura di massa

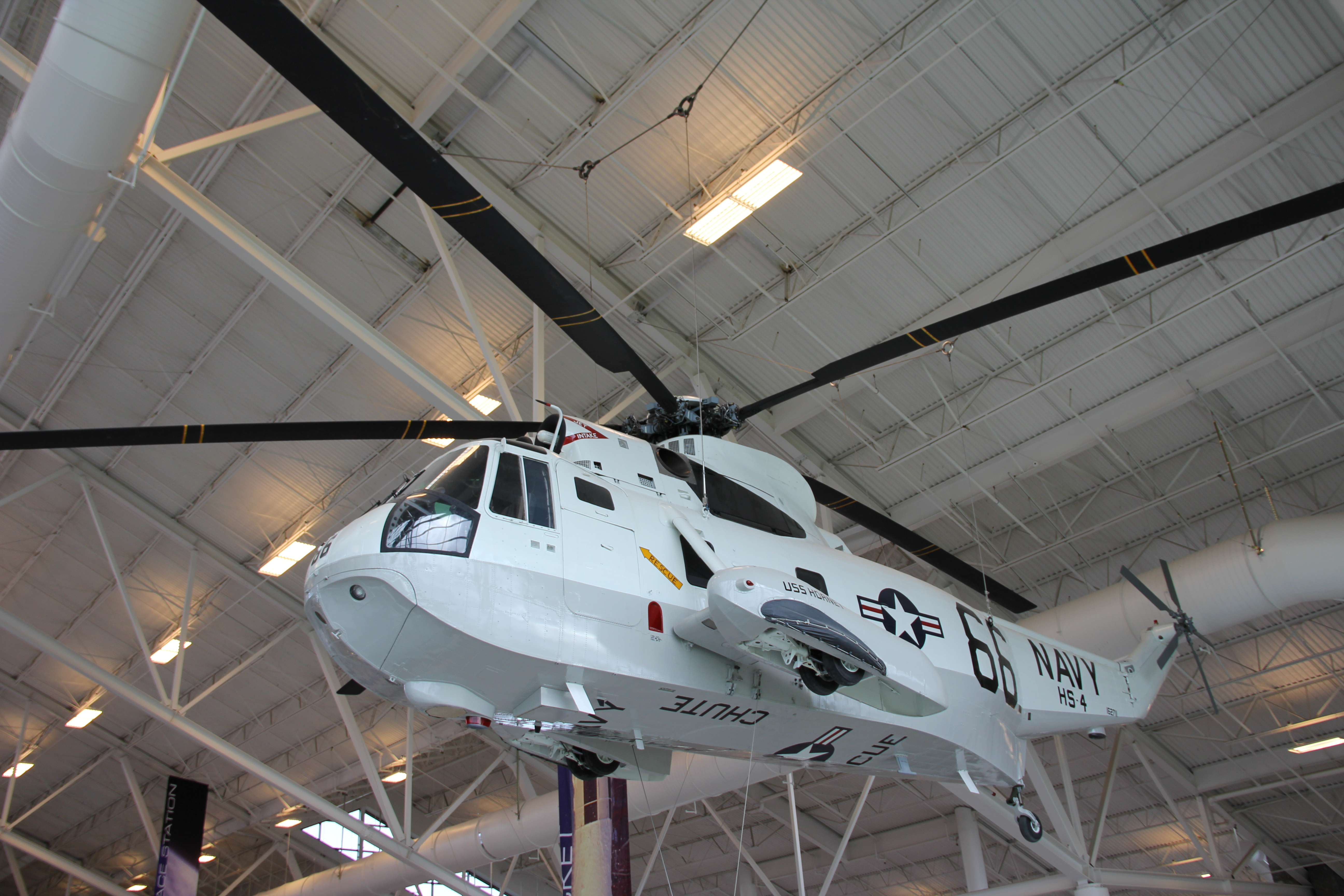
Un Sikorsky Sea King dipinto con la livrea dell'Elicottero 66, presso il National Museum of Naval Aviation

Un dipinto dell'Elicottero 66 è stato commissionato nel 1969 all'artista Tom O'Hara nell'ambito di un'iniziativa artistica della NASA e successivamente posto sotto la custodia del National Air and Space Museum.
Nel settembre 1969 la cantante tedesca Manuela ha pubblicato un singolo intitolato Helicopter U.S. Navy 66, che presenta il suono dei rotori degli elicotteri. La cover della canzone è stata poi cantata l'anno successivo dalla cantante pop belga Samantha, e ha avuto il merito di aver contribuito al lancio della sua carriera. In un'intervista del 2007, la canzone Helicopter U.S. Navy 66 divenne molto popolare, in quanto suonata come motivo di chiusura nelle discoteche belghe degli anni 1970. L'elicottero 66 è stato citato dalla vocalist belga Laura Lynn come ispirazione per la sua hit Goud.
Durante i primi anni 1970 la fabbrica di giocattoli Dinky Toys commercializzò un modello pressofuso di un Sea King con la livrea dell'Elicottero 66. Il modello includeva un verricello funzionante che poteva sollevare un giocattolo di plastica per la capsula spaziale.
Repliche dell'Elicottero 66 sono in mostra all'Evergreen Aviation & Space Museum in Oregon, all'USS Midway Museum di San Diego e all'USS Hornet Museum di Alameda (California). L'elicottero del USS Hornet Museum è un Sikorsky Sea King della Marina ritirato dal servizio, e venne utilizzato per le riprese del film Apollo 13.